# آی‌پد پرو (نسل پنجم)
آی پد پرو (که به عنوان آی پد پرو نسل پنجم شناخته می شود) در ۲۰ آوریل ۲۰۲۱ با همان ویژگی های نسل قبل مثل اندازه صفحه نمایش ۱۱ و ۱۲ اینچی معرفی شد. همچنین پیش سفارش‌ها از ۳۰ آوریل ۲۰۲۱ آغاز شده و در ۲۱ مه ۲۰۲۱ منتشر شد.

## مشخصات فنی

### سخت‌افزار
نسل پنجم آیپد پرو از پردازنده Apple M1 بهره می‌برد، و این اولین آیپد است که از پردازنده سری A استفاده نمی‌کند. نسخه های ذخیره‌سازی داخلی شامل ۱۲۸ گیگابایت، ۲۵۶ گیگابایت، ۵۱۲ گیگابایت، ۱ ترابایت و ۲ ترابایت است.

### نرم افزار
این آی پد از آخرین نسخه های آی پد او اس ۱۴ بهره می برد و انتظار می رود که از نسخهٔ بعدی آی پد او اس هم پشتیبانی کند.

### دوربین‌ها
آی پد پرو دارای سه دوربین واید (۱۲ مگاپیکسلی، دیافراگم f / ۱/۸)، اولترا واید (دیافراگم ۱۰ مگاپیکسل، دیافراگم f / 2.4، میدان دید ۱۲۵ درجه) و یک دوربین جلو (۱۲ مگاپیکسل، میدان دید ۱۲۲ درجه) است. علاوه بر این، دوربین جلو شامل یک ویژگی است که اپل آن را "Center Stage" می‌نامد. ضبط ویدئو می‌تواند تا 4K با سرعت ۶۰ فریم در ثانیه باشد (فقط دوربین واید).
اکنون همه دوربین‌ها از Smart HDR 3 بهره می‌برند، همان فناوری HDR ارتقا یافته‌ای که در سری آیفون ۱۲ ارتقا داده می‌شود. فلاش True Tone نیز روشن‌تر است.